# Kent Ballegaard
Kent Ballegaard (født 6. februar 1973) er nuværende cheftræner for GC Amiticia, som spiller i den bedste schweiziske liga. 
Han er tidligere været træner for Vendsyssel Håndbold (1. division + liga), Hadsten Håndbold (1. division), Bjerringbro FH (1. division) og Skovbakken (2. division), samt været spillende assistenttræner i Skanderborg Håndbold. Han har også været ungdomstræner i Hjortshøj-Egaa Idrætsforening for U11 og U13 drenge. 
Som aktiv har han spillet for AGF Håndbold, Skanderborg Håndbold og Århus Håndbold.